# フロイラン・テノリオ
フロイラン・クルス・ラング・テノリオ（英語: Froilan Cruz Lang Tenorio, 1939年9月9日 - 2020年5月4日）は、民主党所属の北マリアナ諸島の政治家。1993年から1998年まで1期の間、第4代北マリアナ諸島知事を務めた 。

## 人物・経歴
テノリオは1962年にグアム大学で準学士号を取得した後、1967年にマーケット大学で土木工学の学士号を取得した。その後、カリフォルニア州ロサンゼルスの公共事業部門に採用され、1972年、彼はミクロネシア建設会社に採用された。2年後には自身の建設会社を設立した。政治家としては、北マリアナ諸島上院議員として1期、ワシントン州の下院議員として2年3期を務め、1989年に初めて知事選に立候補した。1993年に再び知事選に出馬し、当選した。